# Bob Morley
Robert Alfred "Bob" Morley (* 20. prosince 1984, Keyneton, Victoria, Austrálie) je australský herec. Poté, co se objevil v několika divadelních produkcích a krátkých filmech, byl Morley obsazen jako Drew Curtis v Home and Away v roce 2006. Za tuto roli byl nominován na cenu "Nejvíce populární nový mužský talent" udělovanou Logie Award. Morley se také objevil v australském pěveckém pořadu It Takes Two v roce 2007. V roce 2011 byl obsazen do role Aidana Fostera v australské soap opeře Neighbours a o dva roky později hrál ve filmu Blinder. Během let 2014 až 2020 hrál roli Bellamyho Blakea v seriálu The 100.

## Časný život
Bob Morley je synem filipínské matky a australsko-irského otce, který zemřel, když byl Morley mladý. Bob má dvě sestry a jednoho bratra, mezi svými sourozenci je nejmladší.
Morley vyrůstal na farmě v Kynetonu, malém městečku ve Victorii. Studoval drama až do 11. ročníku školy, kde byl požádán, aby přerušil studium kvůli chování. Po dokončení 12. ročníku se Morley přestěhoval do Melbournu a začal inženýrská studia. O rok později se rozhodl zapsat na Kreativní umění na univerzitě La Trobe a sehnal si hereckého agenta.

## Kariéra
Morley začal svou kariéru hraním v mnoha divadelních produkcích, krátkých filmech a hrách jako např. Falling to Perfect či Tale From Vienna Woods. Morley se v roce 2005 objevil v nízkorozpočtovém horrorovém filmu Dead Harvest, který režíroval Damian Scott, a také hrál jako extra v soap opeře Neighbours. V tom samém roce dostal roli v Angels with Dirty Faces a jeho herecký výkon upoutal pozornost castingových režisérů seriálu Home and Away. O rok později získal v tomto seriálu roli Drewa Curtise, za kterou byl nominován na cenu Nejvíce populární nový mužský talent udílenou Logie Award.
Morley se objevil v druhé řaděaustralské pěvecké soutěže celebrit It Takes Two v květnu 2007. Dne 12. června 2007 byl ze soutěže vyřazen, přestože ten den získal své nejvyšší skóre. V roce 2008 skončil v seriálu Home and Away a dostal roli Tonyho Moretti v akčním drama seriálu Kriminálka z pobřeží na televizní stanici Nine Network. Seriál byl po první řadě ukončen kvůli nízké sledovanosti. V roce 2008 se také objevil ve Scorched na stejné televizní stanici. Morley byl nominován magazínem Cleo na cenu Mládenec roku.
V roce 2009 zahrál roli Lorca ve hře Palindrome for a Dead Poet. Následující rok se Morley objevil ve čtvrté sérii Sea Patrol v pátém díle s názvem „Paradise Lost“. V roce 2011 účinkoval v australském thrilleru Road Train režírovaném Deanem Francisem. V Severní Americe vyšel film pod názvem Road Kill. V červnu 2011 bylo oznámeno, že Morley bude hrát roli Aidana Fostera v Neighbours. Morley si dal desetitýdenní pauzu ze soap opery, aby mohl účinkovat ve filmu Blinder o australském fotbalu. Na set Neighbours se vrátil na začátku června 2012.
Dne 21. února 2014 bylo oznámeno, že byl Morley obsazen do role Bellamyho Blakea v seriálu The 100 vysílaného televizní stanicí The CW. V roce 2014 si zahrál ve filmu Lost in the White City.

## Osobní život
Do roku 2008 byl Morley ve vztahu se svojí kolegyní ze seriálu Home and Away Jessicou Tovey.
Dne 7. června 2019 bylo oznámeno, že se oženil se svou kolegyní ze seriálu The 100 Elizou Taylor.

## Filmografie

### Film
| Rok  | Název                  | Role  | Poznámky                            |
| ---- | ---------------------- | ----- | ----------------------------------- |
| 2010 | Road Train             | Craig |                                     |
| 2013 | Blinder                | Nick  |                                     |
| 2014 | Lost in the White City | Avi   | premiéra na Cambridge Film Festival |

### Televize
| Rok       | Název                | Role          | Poznámky                 |
| --------- | -------------------- | ------------- | ------------------------ |
| 2006–2008 | Home and Away        | Drew Curtis   | hlavní postava; 148 dílů |
| 2007      | It Takes Two         | Sám sebe      | 7 dílů                   |
| 2008      | Scorched             | Brendan       | televizní film           |
| 2008      | Kriminálka z pobřeží | Tony Moretti  | hlavní role; 13 dílů     |
| 2010      | Sea Patrol           | Sean          | díl: „Paradise Lost“     |
| 2011–13   | Neighbours           | Aidan Foster  | vedlejší role; 50 dílů   |
| 2014–2020 | The 100              | Bellamy Blake | hlavní postava, 97 dílů  |
| 2016      | Winners & Losers     | Ethan Quinn   | 2 díly                   |

## Ceny a nominace
| Rok  | Cena               | Kategorie                                         | Práce         | Výsledek |
| ---- | ------------------ | ------------------------------------------------- | ------------- | -------- |
| 2007 | Logie Awards       | nejvíce populární nový mužský talent              | Home and Away | nominace |
| 2015 | Teen Choice Awards | nejlepší seriálový herec: fantasy/sci-fi          | The 100       | nominace |
| 2016 | Teen Choice Awards | nejlepší seriálová chemie (spolu s Elizou Taylor) | The 100       | nominace |
| 2017 | Teen Choice Awards | nejlepší seriálový herec: fantasy/sci-fi          | The 100       | nominace |
| 2018 | Teen Choice Awards | nejlepší seriálový herec: fantasy/sci-fi          | The 100       | nominace |
| 2019 | Teen Choice Awards | nejlepší seriálový herec: fantasy/sci-fi          | The 100       | nominace |